# Marie-Anne Colson-Malleville
Marie-Anne Colson-Malleville est une réalisatrice française, scénariste, parolière, née le 8 février 1892 à Sainte-Gemmes-sur-Loire (Maine-et-Loire) et morte le 11 mars 1971 dans le 8e arrondissement de Paris,.

## Biographie
Fille de Paul Mareau et Marie Dolbeau, elle était la compagne et collaboratrice de Germaine Dulac, de 1921 jusqu'à sa mort en 1942.
Elle a réalisé plusieurs courts documentaires, particulièrement en Algérie française. Elle est la grand-tante de Pierre Filmon.

## Filmographie
Sauf indication contraire, les informations mentionnées dans cette section peuvent être confirmées par la base de données cinématographiques IMDb,  présente dans la section « Liens externes ».

### Assistante-réalisatrice
- 1923 : Gossette de Germaine Dulac
- 1924 : Âme d'artiste de Germaine Dulac
- 1925 : Le Diable dans la ville de Germaine Dulac
- 1927 : L'Invitation au voyage de Germaine Dulac
- 1923 : Celles qui s'en font de Germaine Dulac

### Réalisatrice
- 1947 : Deglet Nour, doigt de lumière (court-métrage documentaire)
- 1948 : El Oued, la ville aux mille coupoles (court-métrage documentaire)[7]
- 1948 : La Caravane de la lumière (court-métrage documentaire)[8]
- 1949 : Les Assistantes sociales en Algérie (court-métrage documentaire)[9]
- 1949 : Doigts de lumière (documentaire, 14')
- 1949 : Escale à Oran (court-métrage documentaire)
- 1952 : Le Petit Monde des étangs (court-métrage documentaire)
- 1952 : Des rails sous les palmiers (documentaire, 18')[10]
- 1952 : Baba Ali (documentaire, 15')[11]
- 1953 : Du manuel au robot (court-métrage documentaire)
- 1953 : La Route éternelle (court-métrage documentaire)
- 1953 : Le Châtelot (court-métrage documentaire)[12]
- 1955 : Tapisseries de l'apocalypse (documentaire, 19')[13]
- 1955 : L'Idée de François Buloz (court-métrage documentaire)
- 1957 : Naissance et grandeur d'une revue française (court-métrage documentaire)
- 1957 : À Joinville, un dimanche (court-métrage documentaire)
- 1960 : Delacroix, peintre de l’Islam (court-métrage documentaire)
- 1961 : Pierre de Lune (documentaire, 12')[14]

## Chansons
Marie-Anne Malleville a écrit les chansons suivantes
- 1933 : J'n'attends plus rien, musique de Lionel Cazaux et Pierre Guillermin, interprétée par Fréhel
- 1935 : C'est la rue sans nom, musique de Lionel Cazaux  et Pierre Guillermin, interprétée par Fréhel[15]